# Paradromulia uniformis
Paradromulia uniformis är en fjärilsart som beskrevs av W. Warren 1903. Paradromulia uniformis ingår i släktet Paradromulia och familjen mätare. Inga underarter finns listade i Catalogue of Life.